# Jambi (provincie)
Jambi je jedna z provincií Indonésie. Nachází se v centrální části ostrova Sumatra. Její rozloha je 53 437 km² (lze najít i jiné údaje) a v roce 2007 zde žilo přibližně 2 700 000 obyvatel.

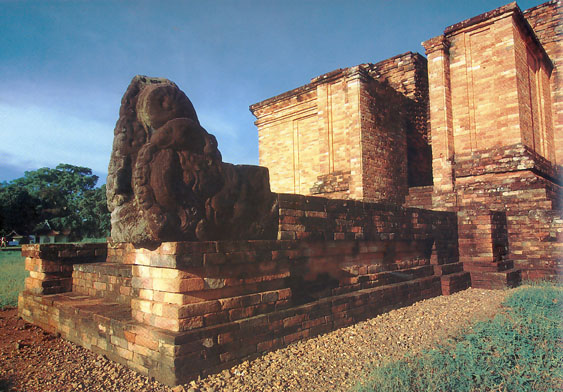
Buddhistický chrám z červených cihel v oblasti Muaro Jambi

Ve vnitrozemí, na řece Hari, leží stejnojmenné hlavní město. Nedaleko od něj je největší archeologický komplex na Sumatře, Muaro Jambi.
Sousedními provinciemi jsou Riau na severu, Západní Sumatra na severozápadě, Bengkulu na jihozápadě a Jižní Sumatra na jihu. Blízká je též provincie Ostrovy Riau na severovýchodě.